# Drownproofing
Drownproofing es un método de supervivencia en situaciones de desastres en agua sin ahogarse o hundirse. Es también una conocida clase una vez requerida en el Instituto Tecnológico de Georgia.

## Historia
El Drownproofing fue desarrollado por un entrenador de natación, Fred Lanoue. Fue enseñado por primera vez en 1940. Su método fue tan exitoso que obtuvo reconocimiento a nivel nacional. El Instituto Tecnológico de Georgia lo convirtió en un requerimiento para su graduación hasta 1988. La Marina de Estados Unidos también se interesó, por lo que adoptó la técnica como una parte de su entrenamiento estándar.
Una vez habían dominado el Drownproofing, los estudiantes aprendieron a mantenerse a flote con las muñecas y los tobillos atados, para a continuación nadar 46 m bajo el agua y recuperar los anillos de buceo del fondo de la piscina con los dientes. Lanoue publicó un libro llamado "A prueba de ahogamiento, una nueva técnica para la seguridad del agua" en 1963.

## Técnica
En la terminología de Drownproofing, la gran mayoría de las personas son "flotadores". Es decir, con los pulmones completamente inflados, tienen una gravedad ligeramente menor que el agua y no comenzarán a hundirse hasta que exhalen. Un flotador promedio tiene 1'4 - 1'8 kg de flotabilidad positiva en agua dulce. Los "sumideros" también pueden beneficiarse de una técnica modificada, pero les resultará más difícil de aprender y probablemente necesitarán entrenamiento especializado.
En la técnica de supervivencia a prueba de ahogamiento, el sujeto flota en una postura relajada, casi vertical, con la parte superior de la cabeza justo por encima de la superficie. Usando los brazos o las piernas para ejercer una presión hacia abajo, el sujeto se eleva lo suficiente como para que la boca esté por encima de la superficie y se respire, antes de caer nuevamente en la posición relajada. Esto se hace varias veces por minuto (generalmente entre 5 y 10), dependiendo de las necesidades del individuo. Es importante mantener los pulmones completamente inflados durante el máximo tiempo posible y exhalar e inhalar rápidamente cuando se respira.
La técnica es fácil de aprender y no requiere entrenamiento arduo o un alto nivel de condición física. Con la práctica, es posible mantenerse a flote de esta manera durante mucho tiempo con un mínimo esfuerzo. Lanoue enseñó a sus alumnos a realizar la técnica con las manos y los pies atados, lo que demuestra que es posible sobrevivir incluso cuando está lesionado o discapacitado.

## Críticas
La principal crítica hacia el Drownproofing es que, con el cuerpo casi totalmente sumergido, la pérdida de calor será mayor que con nadar vigorosamente o pisar el agua, con el consiguiente inicio temprano de hipotermia. Pero otras fuentes sugieren que la pérdida de calor aumenta con el movimiento, ya que desplaza el agua relativamente más cálida que queda atrapada por la ropa del sujeto. En cualquier situación de agua fría, el objetivo principal debería ser salir del agua y encontrar refugio y ropa seca. En cualquier caso, el Drownproofing nunca debe considerarse como un sustituto de las precauciones de seguridad normales recomendadas para cualquier actividad de agua.